# Wind Surf (bateau)
Pour les articles homonymes, voir Club Med (homonymie) et Med.
Club Med 1 puis Wind Surf
Le Wind Surf est un paquebot à propulsion mixte diesel/voile. C'est une goélette à cinq-mâts à voiles d'étai, mesurant 187 mètres de long, dont la construction a commencé en 1989 aux chantiers navals du Havre (ACH).
Il portait le nom de Club Med 1, sister-ship du Club Med 2 (1990).

## Histoire
Mis en service au début de l'année 1990 et baptisé Club Med 1, ce voilier géant  battant pavillon des Bahamas, a alors son port d'attache aux Antilles. Basé à Fort de France en hiver, il sillonne la mer des Caraïbes. En été, ce sera la Méditerranée au départ de  Toulon.
Rebaptisé Wind Surf, il appartient à la compagnie Windstar Cruises Lines de Seattle depuis son rachat en 1998. 
Ce voilier de croisière sillonne toujours  la Méditerranée et l'Adriatique l'été, et la mer des Caraïbes l'hiver.

## Descriptif
Il possède 8 ponts et 154 cabines. Il a une surface de voilure de 2 500 m2 avec 7 voiles.
La propulsion est mixte entre moteurs électriques alimenté par des générateurs diesel et une voilure qui lui permet de gagner 2 à 3 nœuds.